# معهد الفنون في واشنطن
معهد الفنون في واشنطن كانت كلية هادفة للربح في أرلينغتون فيرجينيا. تم افتتاحه في عام 2000 وكان فرعًا لمعهد الفنون في أتلانتا. تم اعتماده من قبل لجنة كليات الرابطة الجنوبية للكليات والمدارس . تم إغلاقه في ديسمبر 2018.

## برنامج الطهي
حصل برنامج الطهي في مدرسة الطهي الدولية في معهد الفنون بواشنطن على سمعة سيئة من العديد من وسائل الإعلام المحلية، بما في ذلك واشنطن بوست وواشنطن تايمز وقناة دبليو آر سي تي في التابعة لشبكة إن بي سي في واشنطن العاصمة. قدمت مدرسة الطهي الدولية في معهد الفنون بواشنطن ثلاثة برامج للحصول على درجات علمية متعلقة بالطهي وثلاثة برامج دبلومة متعلقة بالطهي.